# Elecciones generales de Antigua y Barbuda de 1946
Las elecciones generales de Antigua y Barbuda de 1946 tuvieron lugar el 26 de julio del mencionado año con el objetivo de elegir a cinco miembros electos para el Consejo Legislativo de Antigua y Barbuda, entonces una colonia del Imperio británico. Los comicios tuvieron el histórico carácter de ser la primera vez que a los ciudadanos antiguanos se les permitió votar por representantes electos a un cuerpo legislativo, constituyendo los primeros comicios que tenían lugar en el archipiélago. Sin embargo, las elecciones se realizaron con el derecho a voto bastante limitado, y solo aquellos que poseían propiedades podían presentarse como candidatos al Consejo. Se trató también de la única elección restringida que tendría lugar en la historia del país, ya que las elecciones de 1951 se realizarían con sufragio universal para adultos.
Si bien formalmente los candidatos no estaban afiliados a partidos políticos, el Sindicato de Trabajadores y Oficios de Antigua (ATLU), principal formación sindical del país y representante del movimiento obrero que había protagonizado movilizaciones exigiendo mejores condiciones laborales y políticas para la población local, fundó el Partido Laborista de Antigua (ALP) el mes antes de las elecciones y eligió a cinco de sus miembros que cumplieran los requisitos de propiedad para presentarse como candidatos. Uno de estos, que finalmente asumiría el liderazgo del ALP a medida que se consolidó como partido, fue Vere Cornwall Bird, futuro primer ministro.
El día de la votación, los cinco candidatos del sindicato obtuvieron el 81,53% de los votos y todos resultaron electos, mientras que el resto de los candidatos apenas logró un 18,47%. Ante el aplastante triunfo del movimiento obrero, el gobierno británico accedió a designar a Bird, en calidad de líder del ALP, integrante del Consejo Ejecutivo para el gobierno de la colonia.

## Resultados
|  | 81.53 % |

|  | 18.47 % |

|  | 100.00 % |